# 蕭鑑
始興簡王蕭鑑（471年—491年），字宣彻，齊高帝萧道成第十子。

## 生平
齊高帝建元元年六月甲申（479年7月18日），封广兴王。后来广兴郡改称始興郡，蕭鑑的封国也随之改为始興国。
齊武帝永明二年十一月丁亥（484年12月21日），出任持节、都督益宁二州军事、前将军、益州刺史。永明八年（490年），进号安西将军。永明九年（491年），改任散骑常侍，秘书监，领石头戍事。不久改任左卫将军，未就任即去世，得年二十一岁，遣赠中军将军。

## 屬官

### 府佐
前軍府（484年－490年）
- 虞悰，始興王前軍長史[1]
- 劉悛，始興王前軍長史[1]
- 周顒，始興王前軍諮議參軍[2]
- 陸慧曉，始興王前軍諮議參軍[3]

安西府（490年－491年）
- 劉悛，始興王安西長史[1]
- 陸慧曉，始興王安西諮議參軍[3]

### 國官
廣興王國/始興王國（479年－491年）
- 阮韜，始興王師[4]

## 家庭

### 母
何太妃，齊高帝妾室，後拜始興國太妃。蕭鑑同母弟為宜都王萧鏗。

### 子
蕭鑑有子，名字、生平不詳，襲封始興郡王。

## 延伸阅读
[在维基数据编辑]
 《南齊書·卷35》，出自萧子显《南齊書》
 《南史/卷43》，出自李延壽《南史》